# Egeu (mitologia)
Egeu, na mitologia grega, era filho de Pandião II, pai de Teseu e rei de Atenas. Em algumas versões, ele não é o pai de Teseu, que seria filho de Posidão.

## Nascimento no exílio
Seu pai,Pandião II, rei de Atenas, era filho de Cécrope II e Metiadusa, filha de Eupalamus; Cécrope era filho de Erecteu e Praxiteia Pandião II foi expulso de Atenas pelos metiônidas, filhos de Metion. Metion era irmão de Cécrope ou, segundo Diodoro Sículo, filho de Eupalamus, filho de Erecteu.
Pandião fugiu para Mégara, segundo Pausânias, porque ele era casado com a filha do rei Pylas, mas, segundo Pseudo-Apolodoro, Pandião se casou com a filha de Pylas depois que se refugiou em Mégara. Quando Pylas matou Bias, irmão do seu pai, e foi para o Peloponeso fundar a cidade de Pilos, ele passou o reino para Pandião II. Segundo Pseudo-Apolodoro, os filhos de Pandião II nasceram em Mégara, e se chamavam Egeu, Palas, Niso e Lico. Pseudo-Apolodoro menciona uma versão de que Egeu não seria filho de Pandião II, mas de Scyrius, tendo sido adotado por Pandião. Pandião II ficou doente e morreu em Mégara, onde foi enterrado.

## Retomada de Atenas
Os filhos de Pandião retornaram a Atenas e expulsaram os metiônidas,  recuperando o reino para Egeu ou dividindo o reino em quatro, com Egeu com o poder supremo.

## Nascimento de Teseu
Egeu casou-se com duas mulheres, Meta, filha de Hoples e Chalciope, filha de Rhexenor, mas não teve filhos com nenhuma delas; temendo perder o reino para seus irmãos (Palas, Niso e Lico), Egeu consultou a Pítia, mas não entendeu sua resposta.
Na volta para Atenas, Egeu se hospedou em Trezena, cujo rei Piteu, filho de Pélope, compreendendo o oráculo, fez Egeu se embebedar, e deitar com sua filha Etra. Na mesma noite, porém, Posidão também se deitou com Etra.
Teseu estava em Trezena quando Medeia veio para Atenas e se casou com Egeu. Medeia tentou assassinar Teseu, mas sua tramóia foi descoberta, e ela fugiu.

## Guerra com Minos
Androgeu, filho de Minos, rei de Creta, venceu todas as provas dos jogos panatenaicos suscitando a inveja do rei Egeu, que o convidou a matar o touro de Maratona. Androgeu foi morto pelo animal e seu pai, Minos, invadiu a Ática. 
Nesta guerra, Niso foi atacado por Minos. Niso tinha um cabelo púrpura na sua cabeça, e o oráculo havia dito que ele morreria quando este cabelo fosse tirado; sua filha Cila se apaixonou por Minos, arrancou o cabelo e causou sua morte. Minos, após se tornar mestre de Mégara, amarrou Cila pelos pés no seu navio e a afogou.
Minos não conseguiu tomar Atenas, e rezou a Zeus pedindo vingança, que fez Atenas sofrer fome e peste. Com a derrota do rei Egeu, Minos impôs um tributo de sete rapazes e sete raparigas que deviam ser sacrificados ao Minotauro de nove em nove anos.

## Chegada de Teseu
Teseu chegou em Atenas e expulsou Medeia.

## Teseu e o Minotauro
Egeu pede a Teseu que vá matar o Minotauro. Combinou com seu filho que ele fosse com as velas negras e, caso voltasse vivo, erguesse as velas brancas. Se morresse, a tripulação levaria o corpo com as velas negras erguidas. Teseu vai a Creta e mata o Minotauro, mas, na volta, cheio de felicidade por ter derrotado o monstro, ele deixa as velas negras, e Egeu, achando que Teseu tinha morrido, se mata, jogando-se no mar que passou a se chamar mar Egeu.